# باربرا فراولي
باربرا فراولي (بالإنجليزية: Barbara Frawley)‏ هي ممثلة أسترالية، ولدت في 17 أبريل 1935، وتوفيت في 1 مارس 2004.

## وصلات خارجية
- باربرا فراولي على موقع IMDb (الإنجليزية)
- باربرا فراولي على موقع ميوزك برينز (الإنجليزية)
- باربرا فراولي على موقع ديسكوغز (الإنجليزية)
- باربرا فراولي على موقع قاعدة بيانات الفيلم (الإنجليزية)